# Antônio Joaquim Gomes do Amaral

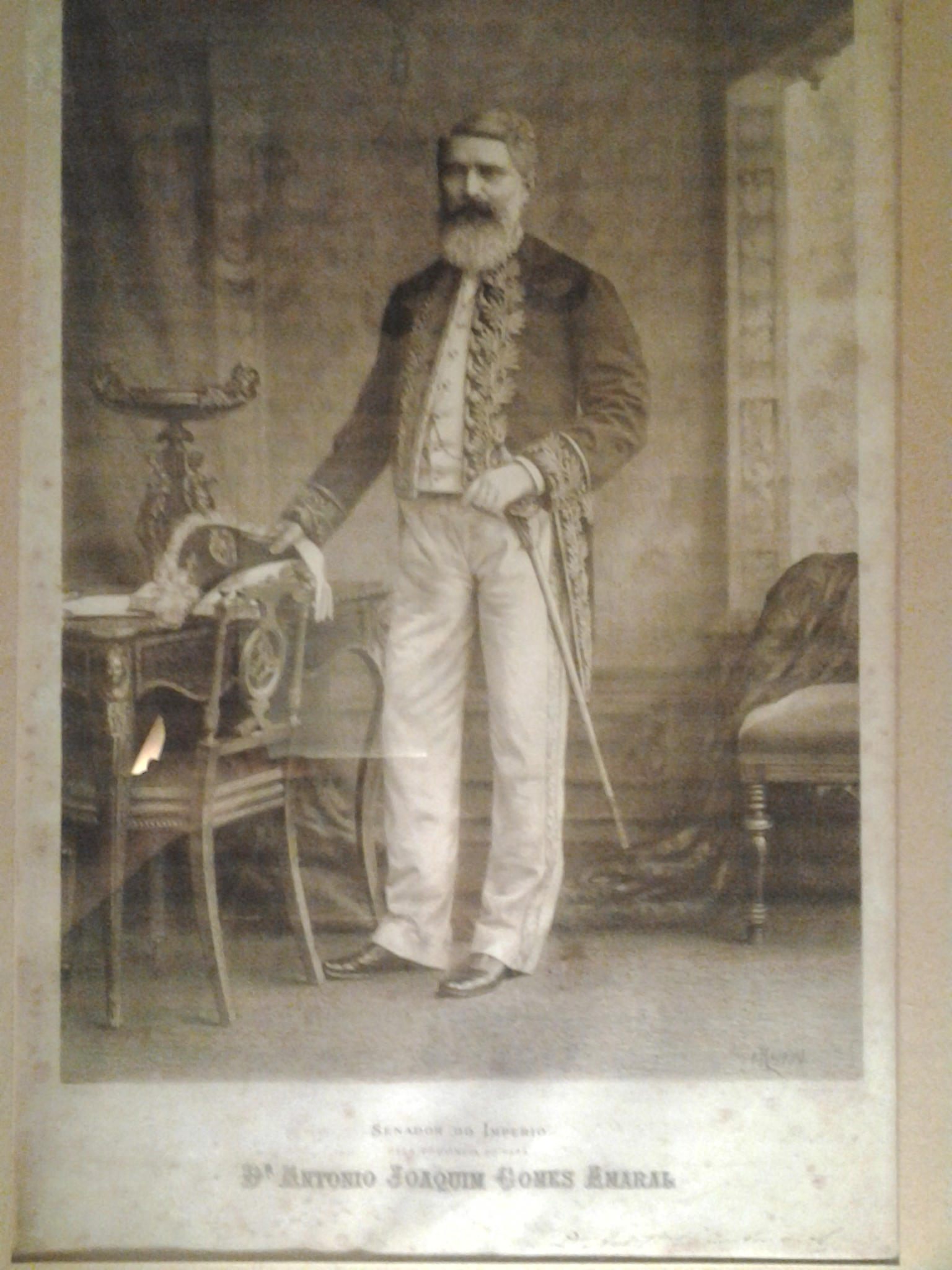
Desenho a lapis executado provavelmente entre 1885 e 1889, por P. Maurou

Antônio Joaquim Gomes do Amaral (?? - Belém, 13 de abril de 1897) foi um médico e político brasileiro, senador do Império do Brasil de 1885 a 1889.
Amaral foi eleito para o Senado Federal nas 19.ª e 20.ª legislaturas. Em 1890 tentou uma nova eleição e recebeu apenas um voto, enquanto os eleitos Antônio Baena, Manuel Barata e Paes de Carvalho receberam mais de 19 mil votos cada um. Após a derrota, deixou a política e passou a enfrentar problemas de saúde.